# Johannes Rethius

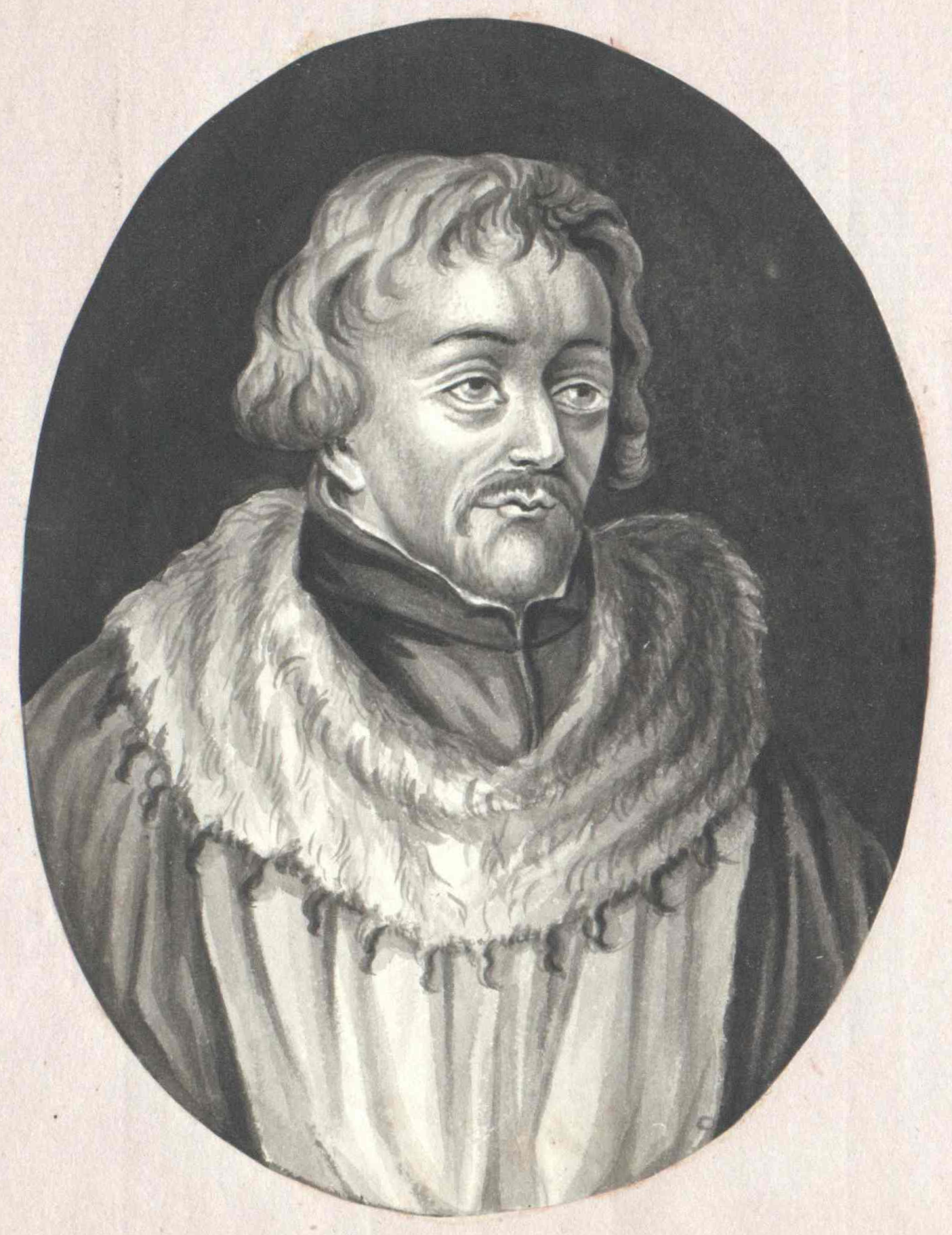
Johannes Rethius

Johannes Rethius SJ (* 1531 in Köln; † 26. Oktober 1574 in Köln) war ein deutscher Theologe und Mitglied des Jesuitenordens.
Johannes Rethius war der Sohn des Kölner Bürgermeisters Johann von Rei(d)t. Er nannte sich selber latinisierend Rethius. Nach dem Besuch der Bursa Cucana in Köln zur Vorbereitung auf ein Universitätsstudium studierte er von 1550 bis 1551 in Paris Philosophie. Nach seiner Rückkehr nach Köln trat er 1552 in den 1534 gegründeten Jesuitenorden ein und ging 1553 in anderthalb Monaten zu Fuß nach Rom, wo er Theologie studierte. 1556 wurde er dort zum Priester geweiht und kehrte nach Köln zurück. Hier übernahm er die Leitung der inzwischen städtischen Dreikronenburse („[Gymnasium] Tricoronatum“) auf dem Eigelstein, die Vorgängerschule des heutigen Dreikönigsgymnasiums, die er selbst auch besucht hatte. Dort führte er die Studienordnung der Jesuiten für Gymnasien ein; die Schülerzahlen des Gymnasiums nahmen in den Folgejahren deutlich zu. 1560 wird er als Prediger an der Liebfrauenkirche in Trier genannt, zu Pfingsten 1562 übernahm er das Amt des Dompredigers am Kölner Dom neben seiner Tätigkeit am Tricoronatum.
Johannes Rethius wurde am 26. Oktober 1574 mit zwei anderen Jesuiten (Leonard Kessel SJ, der Superior der Kölner Jesuitenniederlassung, und Nikolaus Faber SJ) von ihrem geisteskranken Mitbruder Gerhard Pesch SJ mit einem Küchenmesser erstochen.